# Stadion Ahmada bin Alího
Stadion Ahmada bin Alího (arabsky: ملعب أحمد بن علي‎), dříve známý jako Al Rayyan stadium, je víceúčelový stadion v katarském okresu Al Raján, který se v současnosti využívá především pro fotbalové zápasy. Domácí zápasy na něm hrají sportovní kluby Al-Rayyan a Al-Kharitiyath. Stadion je pojmenován po Ahmadovi bin Alí Al Thánímu, katarském emírovi z let 1960–1972. Původní stadion postavený v roce 2003 měl kapacitu 21 282 míst a byl zbourán v roce 2015. Nový Stadion Ahmada bin Alího má kapacitu 40 740 míst.

## Přestavba
Stadion Ahmada bin Alího je jedním z osmi stadionů, které se přestavují pro mistrovství světa ve fotbale 2022 v Kataru.
Bývalý stadion byl v roce 2015 zbourán, aby uvolnil místo novému stadionu. Předpokládá se, že 90 % suti vzniklé demolicí stadionu bude znovu použito buď pro nový stadion, nebo pro veřejné umělecké projekty.
Výstavba nového stadionu byla zahájena počátkem roku 2016 a provedl ji společný podnik společností Al-Balagh a Larsen & Toubro. Po skončení mistrovství světa se počet míst na stadionu sníží na 21 000. Nový stadion byl postaven pro mistrovství světa ve fotbale 2022, které bude Katar hostit.
Rekonstrukce zahrnuje obrovskou obrazovku pro projekce, zprávy, reklamy, sportovní zpravodajství, aktuální informace o turnaji a zápasech. Kapacita míst k sezení byla zvýšena na 40 740, a všechna místa byla zastíněna.
Slavnostní otevření stadionu proběhlo 18. prosince 2020, což byl katarský státní svátek, a přesně dva roky předtím, než země uspořádá finále mistrovství světa ve fotbale v roce 2022. Stadion byl jedním ze dvou míst, kde se konalo mistrovství světa klubů ve fotbale 2020.
Stadion hostil čtyři zápasy během Arabského poháru FIFA 2021.

## Mistrovství světa ve fotbale 2022
Stadion Ahmada Bin Allího během mistrovství světa ve fotbale 2022 hostil sedm zápasů.
| Datum              | Čas   | Tým 1      | Výsledek | Tým 2     | Kolo       | Počet diváků |
| ------------------ | ----- | ---------- | -------- | --------- | ---------- | ------------ |
| 21. listopadu 2022 | 20:00 | USA        | 1 : 1    | Wales     | Skupina B  | 43 418       |
| 23. listopadu 2022 | 20:00 | Belgie     | 1 : 0    | Kanada    | Skupina F  | 40 432       |
| 25. listopadu 2022 | 11:00 | Wales      | 0 : 2    | Írán      | Skupina B  | 40 875       |
| 27. listopadu 2022 | 11:00 | Japonsko   | 0 : 1    | Kostarika | Skupina E  | 41 479       |
| 29. listopadu 2022 | 20:00 | Anglie     | 3 : 0    | Wales     | Skupina B  | 44 297       |
| 1. prosince 2022   | 16:00 | Chorvatsko | 0 : 0    | Belgie    | Skupina F  | 43 984       |
| 3. prosince 2022   | 20:00 | Argentina  | 2 : 1    | Austrálie | Osmifinále | 45 032       |